# Spirinia granulata
Spirinia granulata är en rundmaskart. Spirinia granulata ingår i släktet Spirinia, och familjen Desmodoridae. Arten är reproducerande i Sverige.